# Marmot
Marmot – amerykańska firma istniejąca od 1974 roku, jeden z przedstawicieli branży outdoor. Producent odzieży wspinaczkowej i narciarskiej, plecaków, śpiworów oraz namiotów. 

## Produkcja
Przy produkcji sprzętu Marmot wykorzystuje nowoczesne technologie, m.in. tkaniny firmy WL Gore and Associates (Gore-Tex performance shell, Gore-tex XCR, Gore-tex PacLite, Gore-tex Pro Shell, Windstopper), Malden Millis (Polartec 100, Polartec 200, Polartec Thermal Pro, Polartec Power Dry, Polartec PowerStretch) oraz własne materiały (PreCip, Membrain, DriClime).